# Venus

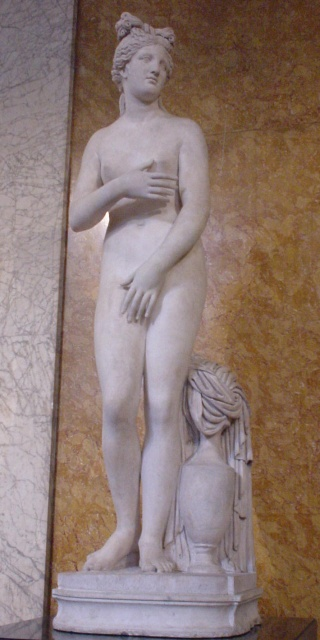
A Campo lemini Venus: a kapitóliumi Venus római márványszobra – British Museum

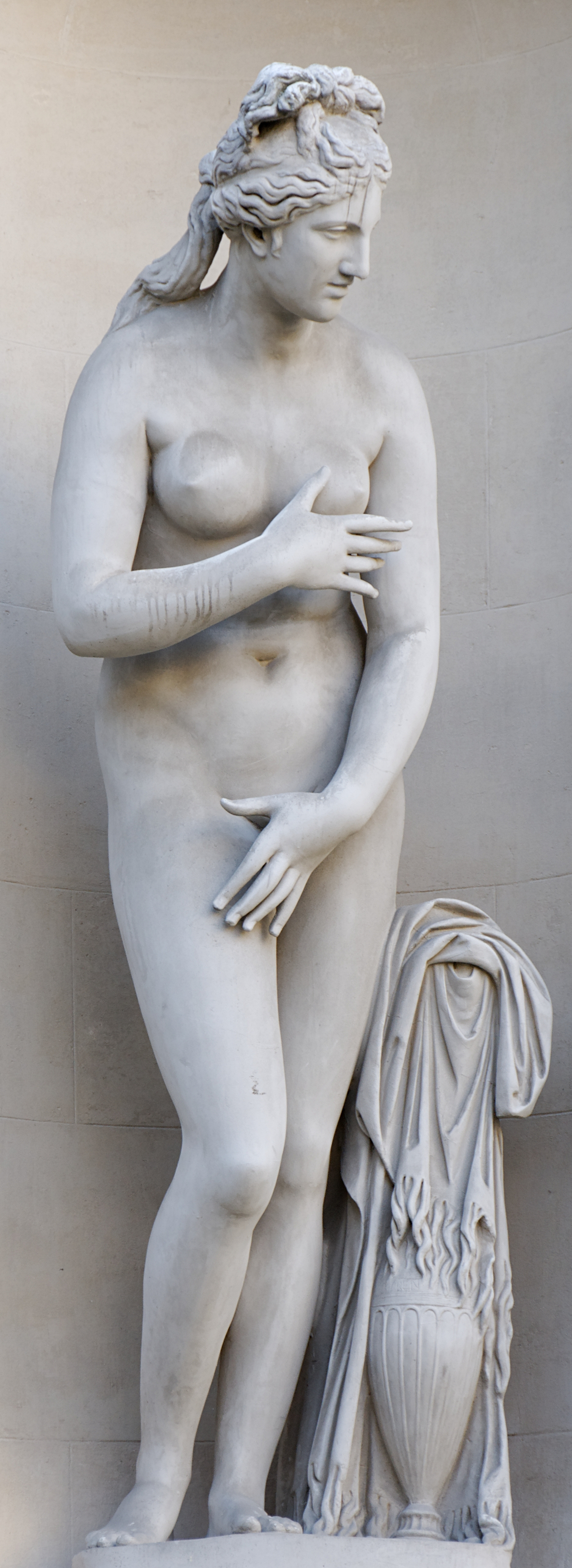
Venus Callipygus – Szépfenekű Vénusz, a Szürakuszai városában tisztelt formája, ott Aphrodité Kallipügosz néven

Venus (ejtése: venusz) római istennő. Az ősi Itáliában mint növényi termékenységgel kapcsolatos, növényi jellegű numen volt jelen (később deus), mely végig kulcsszerepet játszott a római vallási ünnepekben és mitológiában. Kultusza összekapcsolódott az etruszkok Turan nevű istennőjének alakjával, aki Vulci város (ejtése: vulki) védnöke volt. A szerelem, szépség, és termékenység princípiuma kapcsolódik nevéhez, de csak másodlagosan. Eredetileg a név jelentése báj, vágy. A kertek gondozásának védnöke, majd a név jelentése miatt kapcsolták össze a hellenizálódó korban Aphrodité alakjával, és lett belőle az i. e. 3. század folyamán a szerelem istennője.
Iulius Caesar ősének nevezte Venust, és templomot emelt tiszteletére (Venus Genetrix temploma), ugyanis nemzetségét, a Iuliusokat Aeneastól eredeztette. Így a trójai hős anyját nagy tisztelet övezte Rómában. Iulius Caesar példáját Augustus is követte. Vergilius az „Aeneis”-ben Vénuszról mint a római nemzet szülőanyjáról ír.

## Kultusza
Venus istennőhöz semmi olyan legendárium nem kötődik, mint a görög Aphroditéhoz. Róma sokkal visszafogottabb és prűdebb volt annál, semhogy isteneiket és istennőiket olyan helyzetekben képzeljék el és ábrázolják, ahogyan azt a görögök tették.
Korán azonosították a görög Aphroditével, de igazi tekintélyre csak a Kr.e. I. évszázad vége felé tett szert, amikor Caesar és Augustus Aineiaszt tették meg nemzetségük, a Juliusok ősévé, s így a trójai hős anyja lett a római nemzet szülőanyja. (Ezt a koncepciót formálta költői remekké Vergilius az Aeneisben.)
Ahogy a görög mitológiában Aphrodité és Arész gyermeke volt Erósz, úgy a rómaiban Venus és Mars gyermeke Amor (másképp Cupido).
Legrégebbi ismert temploma az i. e. 293. augusztus 15-én felszentelt, Quintus Fabius Maximus Gurges által i. e. 295-ben alapított Venus Obsequens. I. e. 215-ben már a római Capitoliumon is temploma épült.

## Alakjai
- Venus Acidalia – vitatott jelentésű és eredetű névalak. Egyesek szerint az Acidalus Orchomenus névből származik. Ez a boiótiai Orkhomenosz város egyik kútjának latin neve. Mások szerint a görög akidész átvétele, jelentése baj.
- Venus Callipigus – Szépfenekű Vénusz, a Szürakuszai városában tisztelt formája. Egyenes átvétele Aphrodité Kallipygosz alakjának.
- Venus Cloacina – Megtisztító Vénusz, az etruszk vízistennő, Cloacina beolvasztása.
- Venus Ericina – a viszályhozó Vénusz (vö. az Acidalia lehetséges jelentéseivel). A név Eryxtől, a Viszálytól származik. A capitoliumi Venus-templom ezen alaknak lett szentelve.
- Venus Felix – Szerencsés Vénusz, Hadrianus a Via Sacra (Szent Út) mellett építtetett neki templomot.
- Venus Genetrix – Vénusz-anya, a gens Iulia istenanyja és védnöke.
- Venus Libertina – Szabad Vénusz. Az Esquilinuson volt temploma.
- Venus Murcia – egy kevéssé ismert murciai istennővel összeolvadt alak.
- Venus Obsequens – a házasságvédő Vénusz, akinek aventinusi templomában bírságolták meg a házasságtörőket.
- Venus Urania – Égi Vénusz, ami inkább csak gyakori jelző, mint önálló alak.
- Venus Verticordia – Vénusz, a szívek őrizője. I. e. 114-ben, a Sibylla-tekercsek egyik jóslata miatt építettek templomot számára.
- Venus Victrix – Győzedelmes Vénusz, a harcos istennő, aki talán a keleti Istár kultuszimportja. I. e. 55-ben Pompeius a Marsmezőn (Campus Martius) építtetett templomot számára. A Capitoliumon is állt egy szentélye.